# ان‌جی‌سی ۵۳۹۸
ان‌جی‌سی ۵۳۹۸ (انگلیسی: NGC 5398) نام یک کهکشان مارپیچی میله‌ای در صورت فلکی قنطورس است.